# 弦楽四重奏曲 (ヴェルディ)
弦楽四重奏曲 ホ短調は、ジュゼッペ・ヴェルディの現存する唯一の室内楽曲であり、《アイーダ》のナポリ公演のさなかの1873年の春に作曲された。

## 作曲の経緯
1873年の3月上旬を予定されていた《アイーダ》の公演は、ソプラノ歌手、テレサ・シュトルツの急病により延期されていた。ヴェルディはナポリで空いた時間で室内楽の作曲に集中し、《アイーダ》の初演に遅れること2日の1873年4月1日に、逗留先のホテルにおける非公開のリサイタルで《弦楽四重奏曲ホ短調》の初演を行なった。そのときの演奏者は、ピント兄弟のヴァイオリンと、サルヴァドーレのヴィオラ、ジッタリティエッロのチェロであった。
ヴェルディ自身は作品を次のように評している。
ヴェルディの卑下するような口調にもかかわらず、本作は19世紀の弦楽四重奏曲の古典的なレパートリーに数えられており、時に弦楽合奏用の編曲が演奏されることもある。

## 構成
以下の4つの楽章から成り、スケルツォ風の終楽章がフーガとして構築されていることで名高い。
1. Allegro
2. Andantino
3. Prestissimo
4. Allegro assai mosso